# 9 de janeiro
9 de janeiro é o 9.º dia do ano no calendário gregoriano. Faltam 356 dias para acabar o ano (357 em anos bissextos).

## Eventos históricos

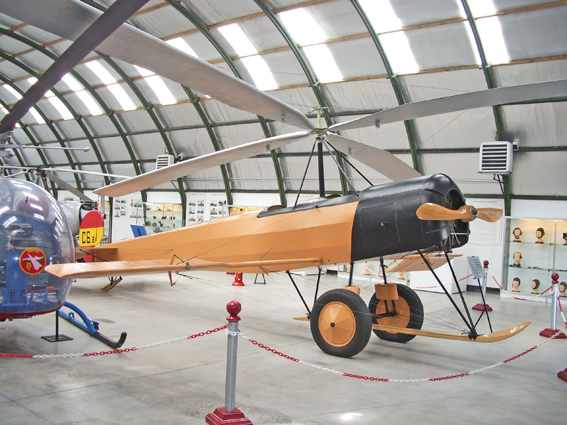
1923: Autogiro Cierva C.6.

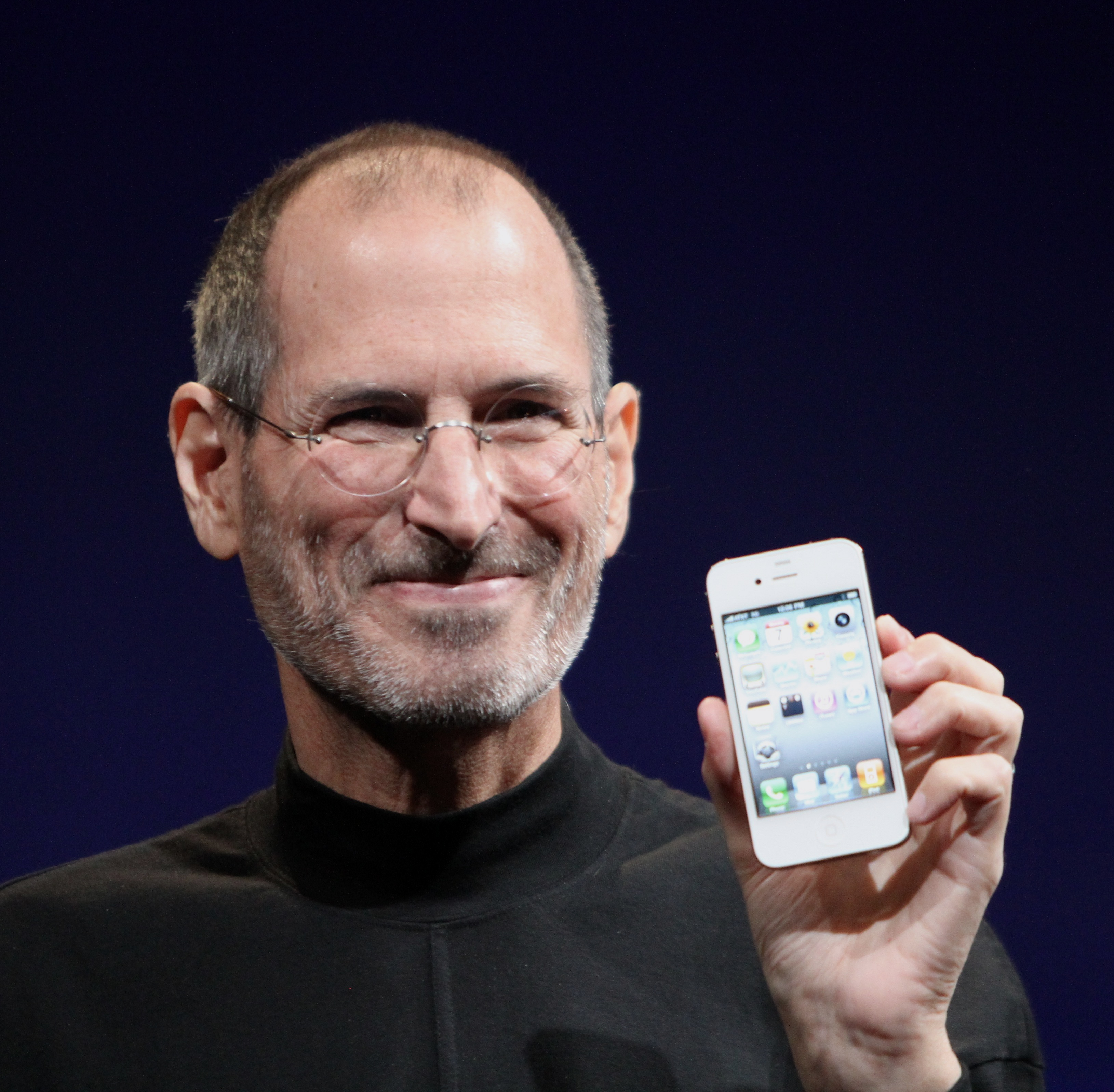
2007: Steve Jobs apresenta o iPhone.

- 0475 — Zenão, imperador romano oriental (bizantino), é forçado a fugir de Constantinopla, e seu general, Basilisco, assume o controle do império.
- 0681 — XII Concílio de Toledo: Ervígio, rei dos visigodos, inicia um concílio em que implementa várias medidas contra os judeus na Espanha.
- 1127 — Guerras Jin–Sung: soldados jurchéns da dinastia Jin da Manchúria cercam e saqueiam Bianjing (Kaifeng), a capital da dinastia Sung da China, e sequestram o imperador chinês e outros, pondo fim à dinastia Sung do Norte.
- 1349 — A população judaica da Basileia, considerada pelos residentes como a causa da Peste Negra em curso, é presa e incinerada.
- 1431 — O julgamento de Joana d'Arc começa em Rouen.[1]
- 1693 — Terremoto na Sicília: O primeiro de dois terremotos destrói partes da Sicília e Malta. Após o segundo terremoto em 11 de janeiro, o número de mortos é estimado entre 60 000 e 100 000 pessoas.[2]
- 1792 — Assinatura do Tratado de Jassy entre o Império Russo e o Império Otomano, encerrando a Guerra Russo-Turca.
- 1806 — O almirante Horatio Nelson recebe um funeral de Estado e é enterrado na Catedral de São Paulo.
- 1816 — O químico britânico Humphry Davy testa sua lâmpada de segurança para os mineiros em Hebburn Colliery.
- 1822 — Príncipe regente D. Pedro de Alcântara vai contra as ordens das Cortes Portuguesas que exigiam sua volta a Lisboa, ficando no Brasil, dando início ao processo de independência brasileira.
- 1839 — Academia Francesa de Ciências anuncia o processo fotográfico daguerreótipo. Foi o primeiro processo fotográfico a ser anunciado e comercializado ao grande público.
- 1857 — O terremoto de 7,9 Mw de Fort Tejon sacode o centro e o sul da Califórnia com uma intensidade máxima de Mercalli de IX (Catastrófico).[3]
- 1872 — O Tratado de Loizaga – Cotegipe é assinado entre o Império do Brasil e Paraguai, dando fim à Guerra do Paraguai.
- 1878 — O então príncipe do Piemonte, Humberto de Savóia, é coroado rei da Itália, adotando o nome de Humberto I.
- 1881 — Entra em vigor, no Brasil, a Lei Saraiva que estabelece o título eleitoral, as eleições diretas, o voto secreto e o alistamento preparado pela Justiça.
- 1905 — Domingo Sangrento: manifestantes pacíficos marcham até o Palácio de Inverno, em São Petersburgo, para pedir uma petição ao czar (imperador) Nicolau II da Rússia e são recebidos a tiros pela Guarda Imperial.
- 1909 — Ernest Shackleton, líder da Expedição Nimrod ao Polo Sul, fixa a bandeira do Reino Unido a 180 km do Polo Sul, o ponto mais distante que alguém já havia alcançado até aquele momento.
- 1913 — Toma posse em Portugal, o 5.º governo republicano, chefiado pelo presidente do Ministério Afonso Costa.
- 1916 — Primeira Guerra Mundial: a Batalha de Galípoli termina com uma vitória do Império Otomano e as últimas forças Aliadas são evacuadas da península.
- 1917 — Primeira Guerra Mundial: a Batalha de Rafa é travada perto da fronteira egípcia com a otomana.
- 1921 — Guerra Greco-Turca: a Primeira Batalha de İnönü, a primeira batalha da guerra, começa perto de Esquixequir, na Anatólia.[4]
- 1923 — O espanhol Juan de la Cierva faz o primeiro voo de autogiro.
- 1941 — Segunda Guerra Mundial: primeiro voo do avião Avro Lancaster.
- 1945 — Segunda Guerra Mundial: começa a Invasão do Golfo de Lingayen.
- 1957 — Primeiro-ministro britânico, Anthony Eden, renuncia ao cargo após seu fracasso em retomar o Canal de Suez da soberania egípcia.
- 1959 – A barragem de Vega de Tera, Província de Zamora, Espanha, rompe, provocando uma inundação desastrosa que quase destrói a cidade de Ribadelago e mata 144 residentes.[5]
- 1960 — O presidente do Egito, Gamal Abdel Nasser, dá início à construção da Represa de Assuã detonando dez toneladas de dinamite para demolir vinte toneladas de granito na margem leste do rio Nilo.
- 1962 — Programa Apollo: a NASA anuncia planos para construir o veículo lançador de foguetes C-5, então conhecido como "Saturno Avançado", para transportar seres humanos à Lua.[6]
- 1981 — Toma posse em Portugal o VII Governo Constitucional, um governo da coligação Aliança Democrática (PPD/PSD, CDS e PPM) chefiado pelo primeiro-ministro Francisco Pinto Balsemão.
- 1992 — As primeiras descobertas de planetas extrasolares são anunciadas pelos astrônomos Aleksander Wolszczan e Dale Frail, que descobriram dois planetas orbitando o pulsar PSR 1257 + 12.
- 1996 — Primeira Guerra da Chechênia: separatistas chechenos lançam um ataque contra o aeródromo de helicópteros e mais tarde um hospital civil na cidade de Kizlyar, no vizinho Daguestão, que se transforma em uma enorme crise de reféns envolvendo milhares de civis.
- 2005
  - Movimento Popular de Libertação do Sudão e Governo do Sudão assinam o Amplo Acordo de Paz.
  - Mahmoud Abbas vence a eleição para suceder Yasser Arafat como presidente da Autoridade Nacional Palestina, substituindo o presidente interino Rawhi Fattouh.[7]
- 2007 — O estadunidense Steve Jobs, o diretor executivo da Apple, apresenta o iPhone original em um Macworld keynote em São Francisco.
- 2011 — Voo Iran Air 277 cai perto de Úrmia, no nordeste do país, matando 77 pessoas.
- 2015 — Um envenenamento em massa em um funeral em Moçambique envolvendo cerveja que foi contaminada com Burkholderia gladioli deixa 75 mortos e mais de 230 pessoas doentes.
- 2021 — Voo Sriwijaya Air 182 cai após a decolagem de Jacarta, Indonésia, com 62 pessoas a bordo.
- 2024 — O Presidente Daniel Noboa declara estado de conflito armado interno no Equador contra organizações criminosas, principalmente Los Choneros.

## Nascimentos

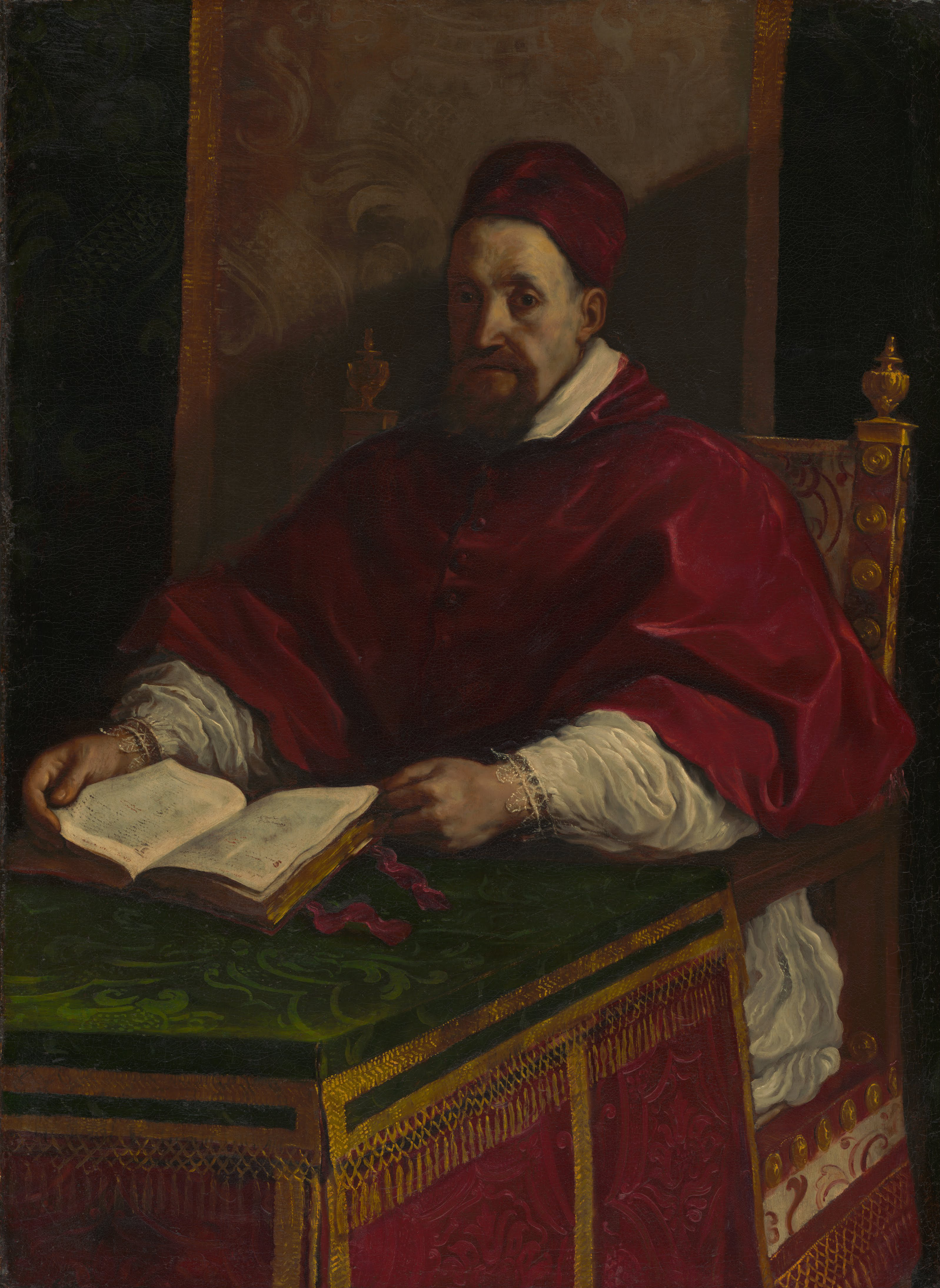
Papa Gregório XV

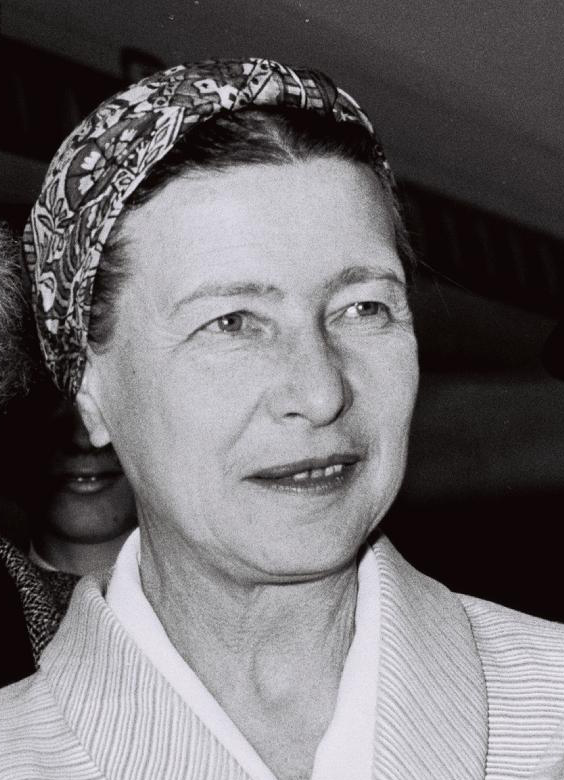
Simone de Beauvoir

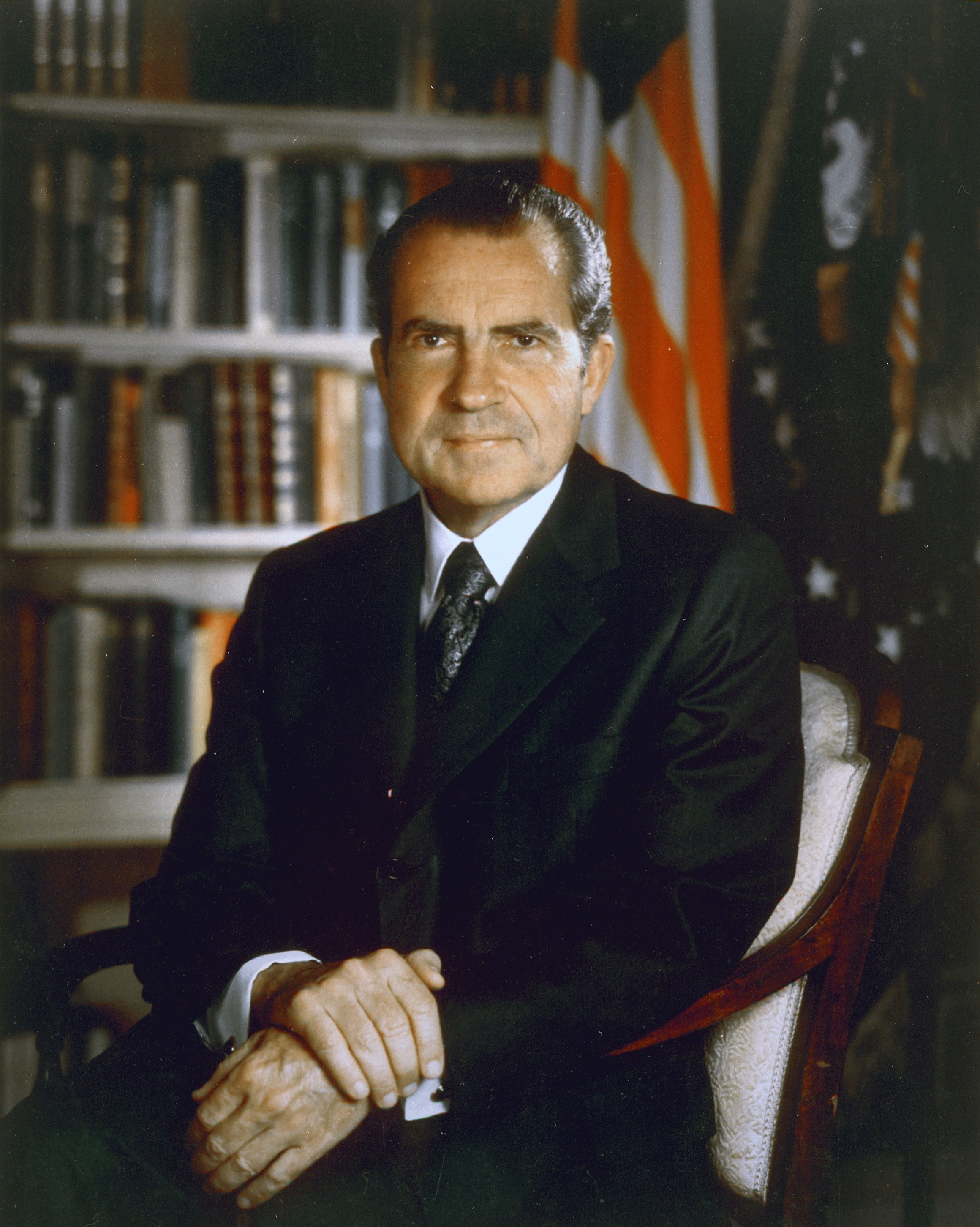
Richard Nixon

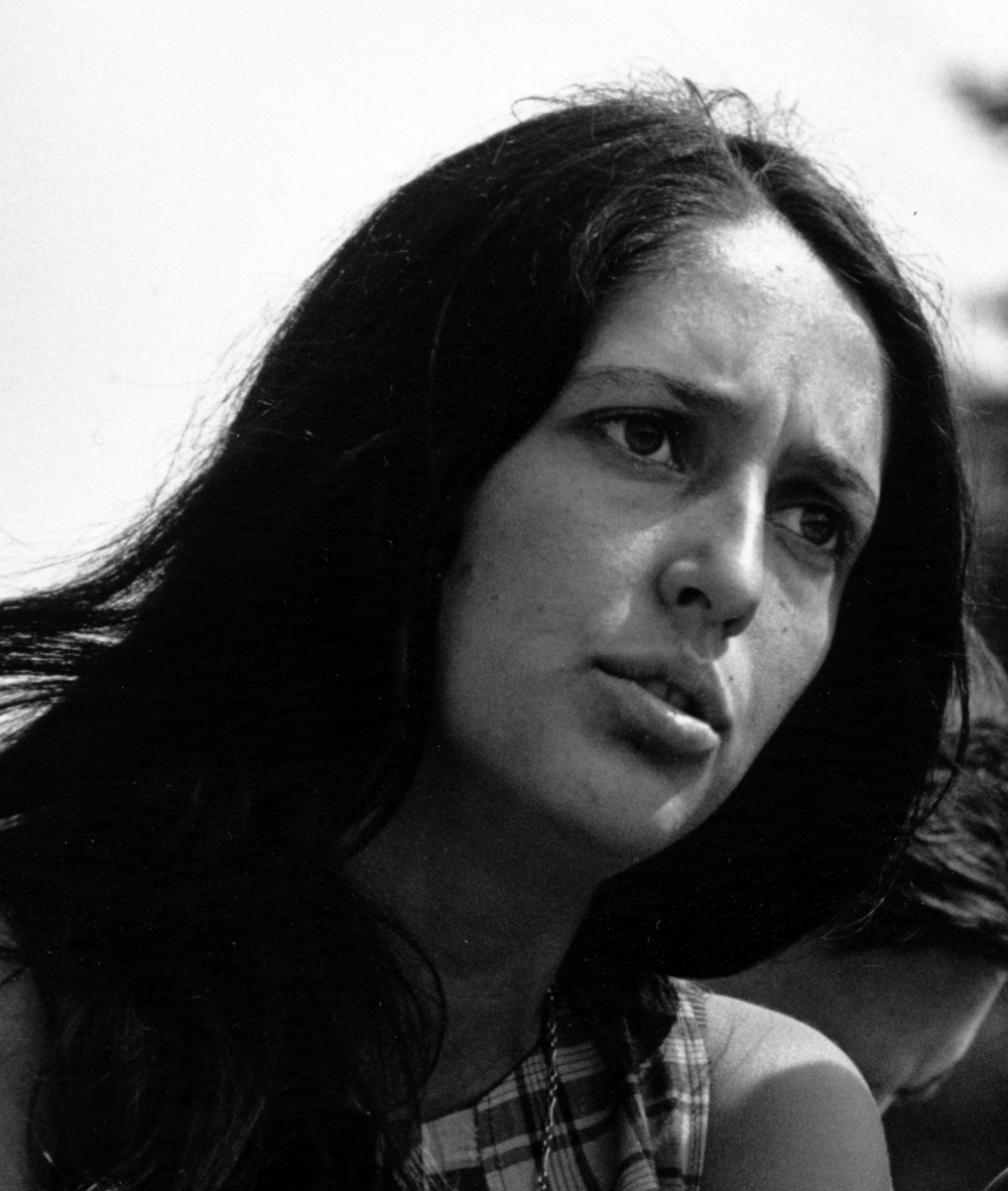
Joan Baez

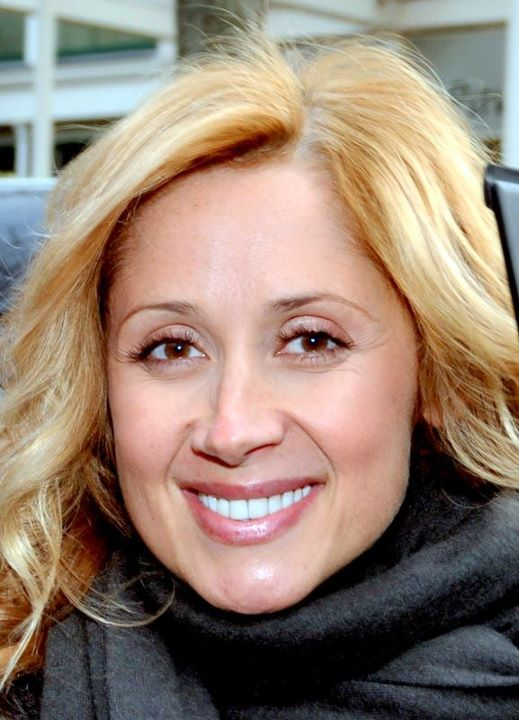
Lara Fabian

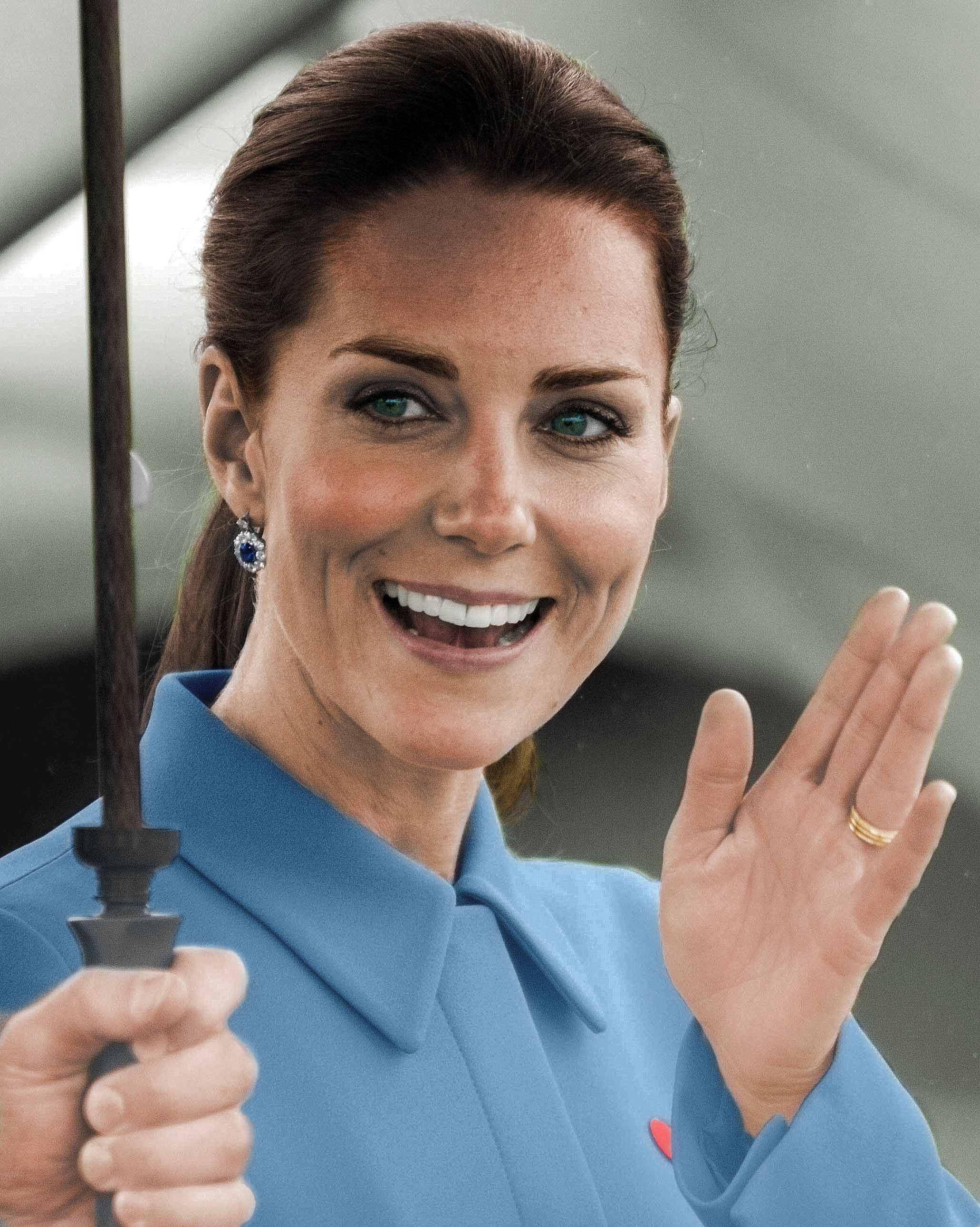
Catarina, Princesa de Gales

### Anteriores ao século XIX
- 1554 — Papa Gregório XV (m. 1623).
- 1590 — Simon Vouet, pintor francês (m. 1649).
- 1624 — Meishō, imperatriz do Japão (m. 1696).
- 1679 — Luísa de Bragança, duquesa de Cadaval (m. 1732).
- 1735 — John Jervis, almirante e político britânico (m. 1823).
- 1745 — Caleb Strong, advogado e político estadunidense (m. 1819).
- 1753 — Luísa Todi, soprano e atriz portuguesa (m. 1833).
- 1773 — Cassandra Austen, pintora e ilustradora britânica (m. 1845).
- 1794 — Jacques-François Ancelot, dramaturgo e intelectual francês (m. 1854).

### Século XIX
- 1804 — Louis d'Aurelle de Paladines, militar francês (m. 1877).
- 1811 — Gilbert Abbott à Beckett, jornalista e escritor britânico (m. 1856).
- 1822 — John Porter Hatch, oficial estadunidense (m. 1901).
- 1833 — William James Herschel, fisiologista britânico (m. 1917).
- 1848 — Frederica de Hanôver (m. 1926).
- 1849 — John Hartley, tenista britânico (m. 1935).
- 1854 — Jennie Jerome,mulher estadunidense, mãe de Winston Churchill (m. 1921).
- 1859 — Carrie Chapman Catt, ativista do direito das mulheres estadunidense (m. 1947).
- 1862 — Ernesto Bozzano, pesquisador espírita italiano (m. 1943).
- 1864 — Vladimir Steklov, matemático e físico russo (m. 1926).
- 1868 — Søren Sørensen, químico e acadêmico dinamarquês (m. 1938).
- 1870 — Joseph Strauss, engenheiro estadunidense (m. 1938).
- 1873
  - Thomas Curtis, velocista estadunidense (m. 1944).
  - John Jesus Flanagan, lançador de martelo irlandês-estadunidense (m. 1938).
  - Chaim Nachman Bialik, jornalista, escritor e poeta ucraniano-austríaco (m. 1934).
- 1875 — Gertrude Vanderbilt Whitney, escultora e colecionadora de arte estadunidense (m. 1942).
- 1878 — John B. Watson, psicólogo e acadêmico estadunidense (m. 1958).
- 1881 — Giovanni Papini, jornalista, escritor e poeta italiano (m. 1956).
- 1885 — Charles Bacon, corredor estadunidense (m. 1968).
- 1890
  - Karel Čapek, escritor e dramaturgo tcheco (m. 1938).
  - Kurt Tucholsky, jornalista e escritor teuto-sueco (m. 1935).
- 1891 — August Gailit, escritor soviético (m. 1960).
- 1892 — Eva Bowring, advogada e política estadunidense (m. 1985).
- 1897 — Karl Löwith, filósofo, escritor e acadêmico alemão (m. 1973).

### Século XX

#### 1901–1950
- 1901 — Vilma Bánky, atriz húngaro-estadunidense (m. 1991).
- 1902
  - Rudolf Bing, empresário estadunidense (m. 1997).
  - Josemaría Escrivá de Balaguer, padre e santo espanhol (m. 1975).
- 1906 — Émile Chanoux, político italiano (m. 1944).
- 1908 — Simone de Beauvoir, filósofa e escritora francesa (m. 1986).
- 1909 — Patrick Peyton, padre, personalidade da televisão e ativista irlandês-estadunidense (m. 1992).
- 1913 — Richard Nixon, comandante, advogado e político estadunidense (m. 1994).
- 1914 — Kenny Clarke, baterista de jazz e líder de banda estadunidense (m. 1985).
- 1915
  - Anita Louise, atriz estadunidense (m. 1970).
  - Fernando Lamas, ator, cantor e diretor argentino-estadunidense (m. 1982).
- 1917 — Otto Glória, treinador de futebol brasileiro (m. 1986).
- 1920 — João Cabral de Melo Neto, poeta e diplomata brasileiro (m. 1999).
- 1921 — Ágnes Keleti, ginasta olímpica húngara (m. 2025).
- 1922
  - Ahmed Sékou Touré, político guineense (m. 1984).
  - Har Khorana, bioquímico e acadêmico indo-estadunidense (m. 2011).
- 1924 — Sergei Parajanov, diretor e roteirista georgiano-armênio (m. 1990).
- 1925 — Lee Van Cleef, ator estadunidense (m. 1989).
- 1927 — Adolfo Suárez Rivera, religioso mexicano (m. 2008).
- 1928 — Domenico Modugno, cantor, compositor, ator e político italiano (m. 1994).
- 1929
  - Brian Friel, escritor, dramaturgo e diretor irlandês (m. 2015).
  - Heiner Müller, poeta, dramaturgo e diretor alemão (m. 1995).
- 1930 — Igor Netto, futebolista russo (m. 1999).
- 1932 — Robert P. Casey, político estadunidense (m. 2000).
- 1933
  - Wilbur Smith, jornalista e escritor anglo-zambiano (m.2021).
  - Paulo Goulart, ator brasileiro (m. 2014).
- 1934 — Bart Starr, jogador e treinador de futebol estadunidense (m. 2019).
- 1939
  - Susannah York, atriz e ativista britânica (m. 2011).
  - Kiko Argüello, pintor espanhol.
- 1940 — Ruth Dreifuss, jornalista e política suíça.
- 1941
  - Joan Baez, cantora, compositora e ativista estadunidense.
  - Elena Ornella Paciotti, juíza e política italiana.
- 1943 — Scott Walker, cantor, compositor, baixista e produtor estadunidense (m. 2019).
- 1944
  - Henry Sobel, rabino brasileiro (m. 2019).
  - Jimmy Page, guitarrista, compositor e produtor britânico.
  - Massimiliano Fuksas, arquiteto italiano.
- 1948 — Jan Tomaszewski, ex-futebolista, técnico e político polonês.
- 1950
  - Miguel Krigsner, empresário brasileiro.
  - Alec Jeffreys, geneticista e acadêmico britânico.
  - Carlos Aguiar Retes, cardeal mexicano.

#### 1951–2000
- 1954 — Philippa Gregory, escritora e acadêmica anglo-queniana.
- 1955
  - Michiko Kakutani, jornalista e crítica estadunidense.
  - J. K. Simmons, ator estadunidense.
- 1956
  - Waltraud Meier, soprano e atriz alemã.
  - Imelda Staunton, atriz e cantora britânica.
- 1957 — Anna Akhsharumova, enxadrista russo-estadunidense.
- 1958 — Mehmet Ali Ağca, terrorista turco.
- 1959
  - Mark Martin, automobilista estadunidense.
  - Rigoberta Menchú, ativista e política guatemalteca.
- 1960 — Pascal Fabre, ex-automobilista francês.
- 1962 — Ray Houghton, ex-futebolista irlandês.
- 1964
  - Edmon Costa, cantor brasileiro.
  - Stan Javier, ex-jogador e técnico de beisebol dominicano.
- 1965
  - Haddaway, cantor e músico trinidadiano-alemão.
  - Joely Richardson, atriz britânica.
- 1967
  - Dave Matthews, cantor, compositor, músico e ator sul-africano-estadunidense.
  - Claudio Caniggia, ex-futebolista argentino.
- 1968 — Joey Lauren Adams, atriz estadunidense.
- 1969 — Paulinho Kobayashi, ex-futebolista brasileiro.
- 1970
  - Lara Fabian, cantora, compositora e atriz belga-italiana.
  - Rubén Tufiño, ex-futebolista boliviano.
  - Axel, futebolista brasileiro.
- 1971 — Angie Martinez, rapper, atriz e apresentadora de rádio estadunidense.
- 1973 — Sean Paul, rapper, cantor, compositor, músico, produtor musical e ator jamaicano.
- 1974
  - Sávio, futebolista brasileiro.
  - Wangay Dorji, ex-futebolista butanês.
- 1975 — James Beckford, atleta jamaicano.
- 1976 — Andrea Stramaccioni, treinador de futebol italiano.
- 1977 — Stefan Selakovic, futebolista sueco.
- 1978
  - Gennaro Gattuso, ex-futebolista e técnico italiano.
  - AJ McLean, cantor estadunidense.
- 1979 — Paulo Alexandre Barbosa, político brasileiro.
- 1980
  - Edgar Álvarez, futebolista hondurenho.
  - Sergio García, golfista espanhol.
  - Francisco Pavón, futebolista espanhol.
- 1981 — Euzebiusz Smolarek, futebolista e técnico polonês.
- 1982
  - Catarina, Duquesa de Cambridge.
  - David Cerqueira, cantor, compositor e publicitário brasileiro.
- 1983 — Yassin Mikari, futebolista tunisiano.
- 1984
  - Chiara Corbella Petrillo, leiga católica italiana (m. 2012).
  - Derlis Florentín, futebolista paraguaio (m. 2010).
- 1985
  - Bobô, futebolista brasileiro.
  - Juanfran, futebolista espanhol.
- 1986 — Ivanildo, futebolista guineense.
- 1987
  - Lucas, futebolista brasileiro.
  - Paolo Nutini, cantor e compositor britânico.
- 1988
  - Lee Yeon-hee, atriz sul-coreana.
  - Marc Crosas, futebolista espanhol.
- 1989
  - Michael Beasley, jogador de basquete estadunidense.
  - Nina Dobrev, atriz búlgaro-canadense.
- 1990 — Youcef Reguigui, ciclista argelino.
- 1991 — Álvaro Soler, cantor e compositor espanhol.
- 1993 — Ashley Argota, atriz e cantora estadunidense.
- 1994 — Ademilson, futebolista brasileiro.
- 1995
  - Nicola Peltz, atriz estadunidense.
  - Dominik Livaković, futebolista croata.
- 1997 — Kevin Geniets, ciclista luxemburguês.
- 1998 — Kerris Dorsey, atriz e cantora estadunidense.
- 1999 — Gedson Fernandes, futebolista português.
- 2000
  - Luka Šamanić, jogador de basquete croata.
  - Thanaboon Kiatniran, ator, cantor e modelo tailandês.

#### Século XXI
- 2001 — Rodrygo, futebolista brasileiro.
- 2002 — Piero Hincapié, futebolista equatoriano.
- 2003 — Ricardo Pepi, futebolista norte-americano.

## Mortes

### Anteriores ao século XIX
- 1202 — Birger, o Sorridente, jarl da Suécia (n. ?).
- 1463 — Guilherme Neville, 1.º Conde de Kent (n. 1401).
- 1514 — Ana, Duquesa da Bretanha e rainha consorte da França (n. 1477).
- 1529 — Wang Yangming, erudito neoconfucionista chinês (n. 1472).
- 1534 — Johannes Aventinus, historiador e filólogo bávaro (n. 1477).
- 1543 — Guillaume du Bellay, general e diplomata francês (n. 1491).
- 1571 — Nicolas Durand de Villegagnon, almirante francês (n. 1510).
- 1622 — Alice Le Clerc, cônega regular e fundadora francesa (n. 1576).
- 1757 — Bernard le Bovier de Fontenelle, escritor, poeta e dramaturgo francês (n. 1657).
- 1799 — Maria Gaetana Agnesi, matemática e filósofa italiana (n. 1718).
- 1800 — Jean Étienne Championnet, general francês (n. 1762).

### Século XIX
- 1819 — Catarina Pavlovna da Rússia (n. 1788).
- 1831 — Charlotte FitzGerald-de Ros, 20.ª Baronesa de Ros (n. 1769).
- 1848 — Caroline Herschel, astrônoma anglo-alemã (n. 1750).
- 1873 — Napoleão III de França (n. 1808).
- 1878 — Vítor Emanuel II da Itália (n. 1820).
- 1887 — William Ballantine, advogado britânico (n. 1812).

### Século XX
- 1908 — Wilhelm Busch, poeta, ilustrador e pintor alemão (n. 1832).
- 1923 — Katherine Mansfield, romancista, contista e ensaísta neozelandesa (n. 1888).
- 1927 — Houston Stewart Chamberlain, filósofo e escritor anglo-alemão (n. 1855).
- 1936 — John Gilbert, ator, diretor e roteirista estadunidense (n. 1899).
- 1943 — Anathon Aall, filósofo norueguês (n. 1867).
- 1945 — Jüri Uluots, jornalista e político estoniano (n. 1890).
- 1946 — Countee Cullen, poeta e dramaturgo estadunidense (n. 1903).
- 1947 — Karl Mannheim, sociólogo e acadêmico anglo-húngaro (n. 1893).
- 1961 — Emily Greene Balch, economista e acadêmica estadunidense (n. 1867).
- 1975 — Pyotr Novikov, matemático e teórico russo (n. 1901).
- 1979 — Pier Luigi Nervi, engenheiro e arquiteto italiano (n. 1891).
- 1986 — Michel de Certeau, jesuíta e erudito francês (n. 1925).
- 1993 — Paul Hasluck, historiador e político australiano (n. 1905).
- 1994 — Benjamin Cattan, ator, escritor e diretor brasileiro (n. 1925).
- 1995
  - Souphanouvong, político laociano (n. 1909).
  - Peter Edward Cook, ator e roteirista britânico (n. 1937).
- 1996 — Walter M. Miller, Jr., soldado e escritor estadunidense (n. 1923).
- 1997 — Edward Osóbka-Morawski, político polonês (n. 1909).
- 1998
  - Ken'ichi Fukui, químico e acadêmico japonês (n. 1918).
  - Imi Lichtenfeld, mestre de artes marciais eslovaco-israelense (n. 1910).

### Século XXI
- 2001 — Paul Vanden Boeynants, político belga (n. 1919).
- 2002 — José Bonifácio Coutinho Nogueira, empresário e político brasileiro (n. 1923).
- 2004
  - Norberto Bobbio, filósofo e acadêmico italiano (n. 1909).
  - Rogério Sganzerla, ator e diretor brasileiro (n. 1946).
- 2007 — Jean-Pierre Vernant, antropólogo e historiador francês (n. 1914).
- 2008
  - Johnny Grant, apresentador e produtor de rádio estadunidense (n. 1923).
  - Jorge Anaya, militar argentino (n. 1926).
- 2009
  - Kaarle Ojanen, enxadrista finlandês (n. 1918).
  - Rob Gauntlett, alpinista e explorador britânico (n. 1987).
- 2011 — Peter Yates, produtor e cineasta britânico (n. 1929).
- 2012
  - Brian Curvis, boxeador britânico (n. 1937).
  - Augusto Gansser, geólogo e acadêmico suíço (n. 1910).
  - Malam Bacai Sanhá, político guineense (n. 1947).
- 2013
  - Brigitte Askonas, imunologista e acadêmica anglo-austríaca (n. 1923).
  - James McGill Buchanan Jr., economista e acadêmico estadunidense (n. 1919).
- 2014
  - Amiri Baraka, poeta, dramaturgo e acadêmico estadunidense (n. 1934).
  - Rynn Berry, escritor estadunidense (n. 1945).
  - Dale Mortensen, economista e acadêmico estadunidense (n. 1939).
- 2015 — Roy Tarpley, jogador de basquete estadunidense (n. 1964).
- 2017 — Zygmunt Bauman, sociólogo polonês (n. 1925).
- 2018 — Henrique César, ator brasileiro (n. 1933).
- 2019
  - Verna Bloom, atriz estadunidense (n. 1938).
  - Padre Quevedo, padre jesuíta espanhol (n. 1930).
- 2022
  - Bob Saget, ator estadunidense (n. 1956).
  - Maria Ewing, cantora de ópera americana (n. 1950).
- 2023 — Melinda Dillon, atriz americana (n. 1939).

## Feriados e eventos cíclicos

### Internacional
- Dia do Astronauta - Estados Unidos

### Brasil
- Dia do Fico

#### Municipais
- Aniversário do Município de Arvoredo, SC
- Aniversário do Município de Balneário Barra do Sul, SC
- Aniversário do Município de Belmonte, SC
- Aniversário do Município de Formosa do Sul, SC
- Aniversário do Município de Itaporanga, PB
- Aniversário do Município de Irati, SC
- Aniversário do Município de Novo Horizonte, SC
- Aniversário do Município de Ouro Verde, SC
- Aniversário do Município de Paraíso, SC
- Aniversário do Município de Santa Helena, SC
- Aniversário do Município de São Miguel da Boa Vista, SC

### Cristianismo
- André Corsini
- Celso e Marcionilla
- Julião e Basilissa
- Pauline Jaricot

## Outros calendários
- No calendário romano era o 5.º dia (V) antes dos idos de janeiro.
- No calendário litúrgico tem a letra dominical B para o dia da semana.
- No calendário gregoriano a epacta do dia é xxii.